# Saint-Pierre-le-Vieux, Saône-et-Loire
Saint-Pierre-le-Vieux är en kommun i departementet Saône-et-Loire i regionen Bourgogne-Franche-Comté i östra Frankrike. Kommunen ligger i kantonen Tramayes som tillhör arrondissementet Mâcon. År 2022 hade Saint-Pierre-le-Vieux 378 invånare.

## Befolkningsutveckling
Antalet invånare i kommunen Saint-Pierre-le-Vieux
| Referens: INSEE |